# Oso de la cocaína

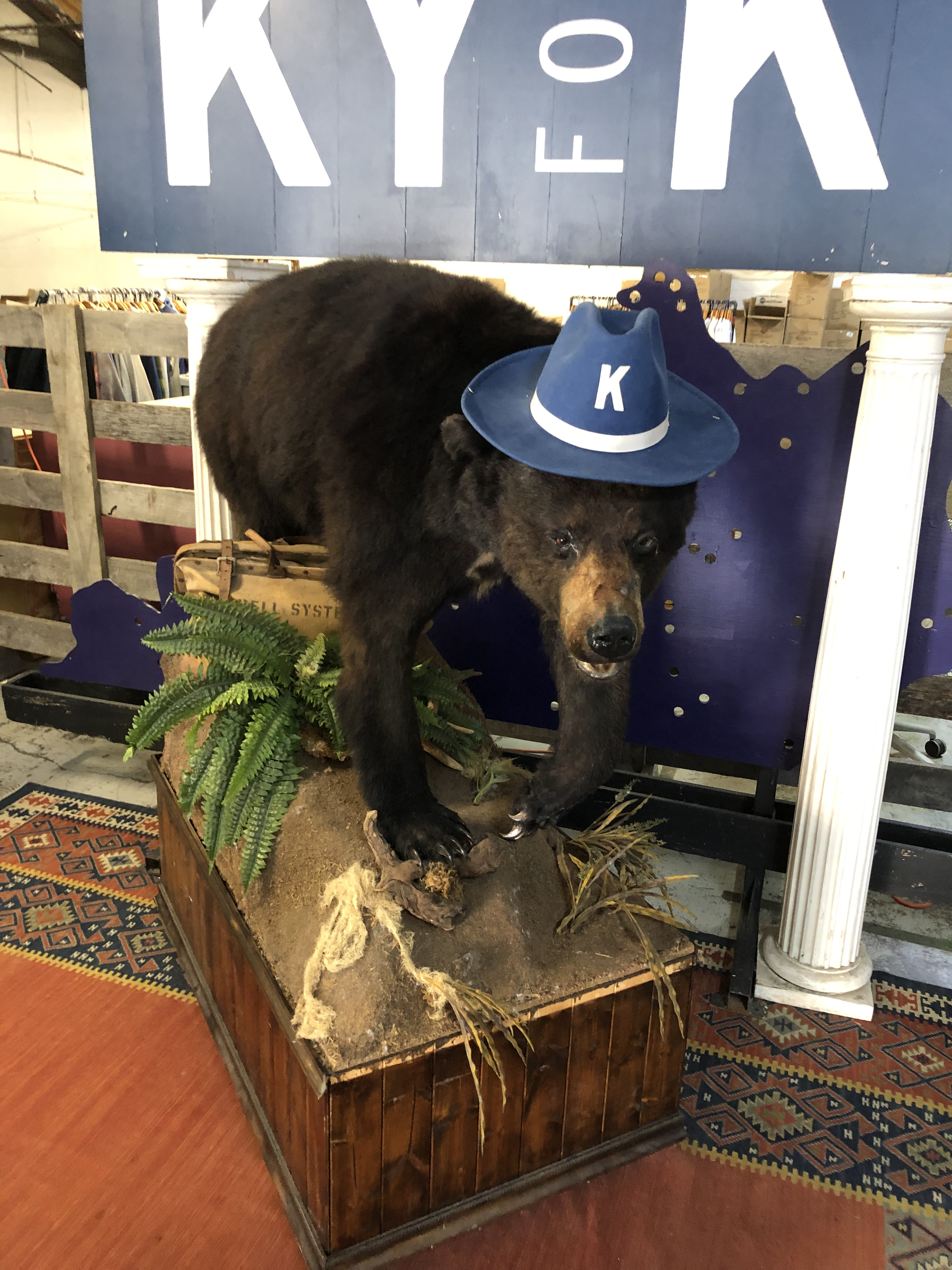
El Oso de la cocaína disecado en Lexington, Kentucky

Cocaine Bear («oso de la cocaína»), también conocido como Pablo Eskobear (a veces escrito como «Escobear», un juego de palabras en inglés entre oso y el nombre del famoso capo de la droga Pablo Escobar), fue un oso negro estadounidense de 79 kilogramos que sufrió una sobredosis de cocaína fatal en 1985. Inspiró la película de suspense y comedia de terror de 2023, Cocaine Bear, así como el documental de 2023, Cocaine Bear: The True Story.

## Historia
Andrew C. Thornton II fue un ex oficial de narcóticos estadounidense que se convirtió en contrabandista de drogas en Kentucky. El 11 de septiembre de 1985, dejó caer 40 envases de plástico de cocaína desde un pequeño avión privado porque la carga era demasiado pesada para transportarla. Murió ese mismo día cuando saltó del avión con un paracaídas defectuoso. Más tarde, el 23 de diciembre de ese año, la Oficina de Investigación de Georgia informó que había encontrado un oso negro muerto que se había comido la cocaína de los 40 envases de plástico. La cantidad total de cocaína consumida fue de 34 kilogramos, valorada en 2 millones de dólares. El médico forense jefe del Laboratorio Criminalístico del Estado de Georgia, el Dr. Kenneth Alonso, declaró que su estómago estaba "literalmente lleno hasta el borde con cocaína", aunque estimó que el oso había absorbido solo de 3 a 4 gramos de la sustancia en su torrente sanguíneo en el momento de su muerte.
Actualmente los otros envases de cocaína que Thornton dejó caer en Kentucky, no se han encontrado hasta en la actualidad, se cree que posiblemente esos envases fueron robados.
El Dr. Alonso no quería desperdiciar el cuerpo del oso, así que lo hizo disecar y lo regaló al Área Recreativa Nacional del Río Chattahoochee. El oso, sin embargo, desapareció hasta reaparecer en una casa de empeños. El cantante de country Waylon Jennings lo compró y finalmente llegó al Kentucky Fun Mall en Lexington, Kentucky, donde permanece hasta el día de hoy. Se ha alegado que el oso de Lexington no es el mismo que murió en Georgia, debido a que el oso original fue hallado en estado de descomposición, pero el centro comercial insiste en que lo es.

## Impacto en la cultura popular
Universal Pictures produjo una película basada en la historia de Eskobear, Cocaine Bear, dirigida por Elizabeth Banks, y estrenada el 24 de febrero de 2023 en los Estados Unidos. Coincidiendo con el estreno de la película, Peacock creó un documental titulado Cocaine Bear: The True Story sobre el oso.